# Едвард Прескотт
Едвард Прескотт (англ. Edward C. Prescott; 26 грудня 1940, Гленс-Фоллс, штат Нью-Йорк — 6 листопада 2022) — американський економіст, лауреат Нобелівської премії з економіки 2004 року «За внесок в динамічну макроекономіку: узгодженість у часі економічної політики і ділових циклів».
Ступінь доктора філософії отримав в Університеті Карнегі-Меллона. Професор Університету Аризони. Входить до редакційної ради журналу «Економічна теорія». Президент Товариства економічної динаміки (1992-1995).